# Toyota Supra
El Toyota Supra era un esportiu de tracció al darrere produït pel fabricant japonès Toyota Motor Corporation des de 1979 fins a 2002 i després tragueren el 2008 2009 i fins ara no han arribat més models. En els seus començaments, el Toyota Supra derivava del Toyota Celica, encara que lleugerament més llarg i ampli. A partir de mitjans de 1986, la tercera generació del Toyota Supra passà a ser un model propi.
El Supra també té les seues arrels en el Toyota 2000GT, sent el motor el seu principal exemple. Les tres primeres generacions s'oferiren amb un descendent directe a la M 2000*GT del motor. Les quatre generacions de Supra tenen una línia de 6 cilindres.
Juntament amb aquest nom i l'automòbil Toyota també inclogué el seu propi logotip de la Supra. És derivada de l'original del logotip Celica, sent de color blau en comptes de taronja. Aquest logotip va ser utilitzat fins a gener de 1986, quan la tercera generació del Supra va ser presentada. El nou logotip va ser similar en grandària, de color taronja amb l'escriptura sobre un fons roig, però sense el disseny de drac.el logotip, al seu torn, ho van utilitzar fins al 1989, quan Toyota ho redisseny canviat al seu actual logotip oval de l'empresa
Aquest model es va deixar de comercialitzar als Estats Units en 1999 i en 2002 al Japó.
Generacions: 
Mark I (1979-1981)
Mark II (1982-1986)
Mark III (1986-1992)
Mark IV (1993-2002)
L'any 1997, va haver una variant designada "JZ" la qual muntava un biturbo de fins a 800cv.
El nou supra es presentarà el 2010.